# گرینیچ پارک

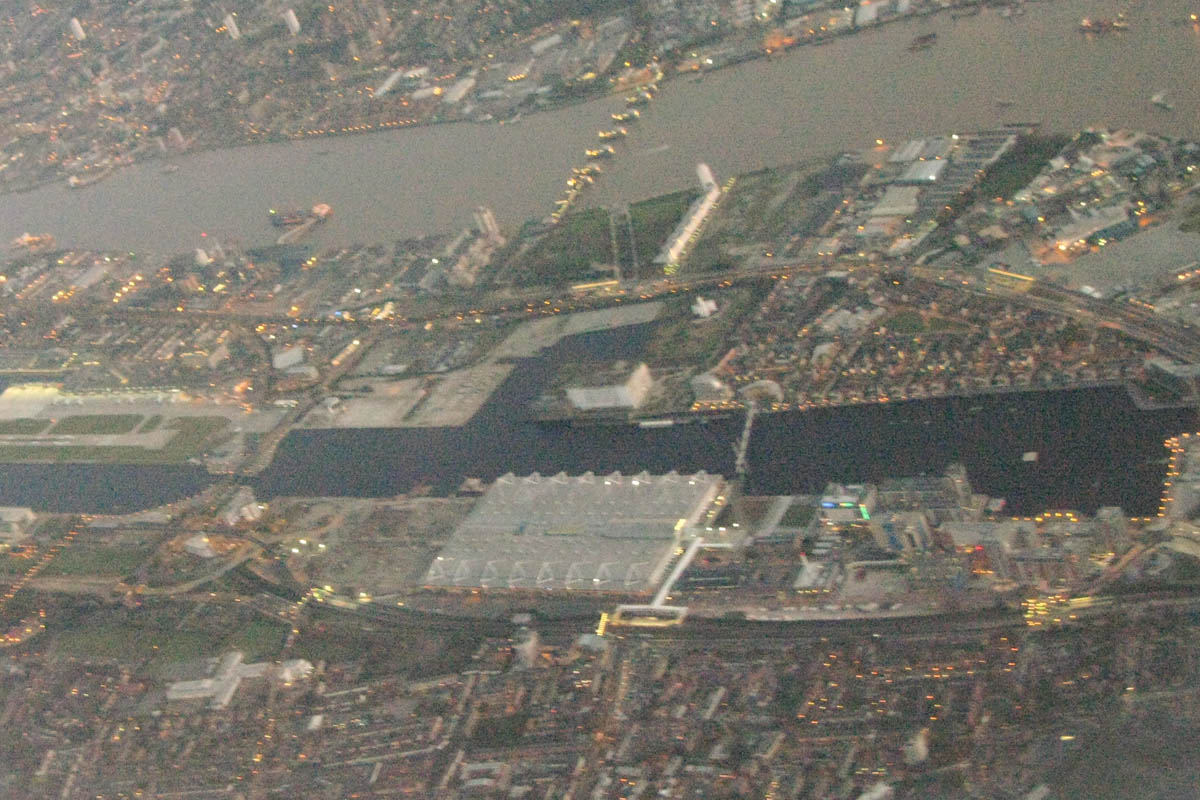

گرینیچ پارک (به انگلیسی: Greenwich Park) شکارگاه سابق و یکی از پارک‌های جنوب شرق شهر لندن است که در منطقه گرینویچ واقع شده‌است که رصدخانه سلطنتی گرینویچ در بخش تپه‌مانندی از این پارک قرار دارد و مبدأ زمان گرینویچ بر پایهٔ این مکان پایه‌ریزی شده‌است.

## پیشینه نام
نام این منطقه از دو عبارت (به انگلیسی: green+rich) گرفته شده‌است به معنی سبز پولدار. این منطقه سرسبزی بود که در گذشته محل کاخ‌های سلطنتی‌ای در حومه لندن بوده‌است و دوک‌های متعددی در آن می‌زیستند و بعد از رشد لندن جزوی از شهر لندن شد.

## ورزش
مسابقات سوارکاری و پنج‌گانه مدرن بازی‌های المپیک تابستانی ۲۰۱۲ در این مجموعه برگزار شد.

## نگارخانه

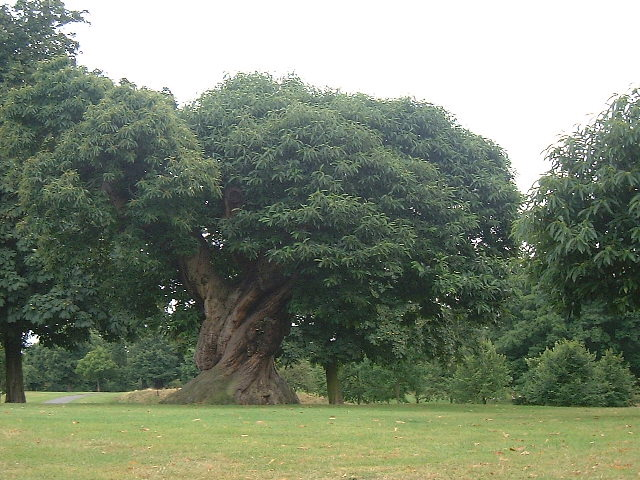
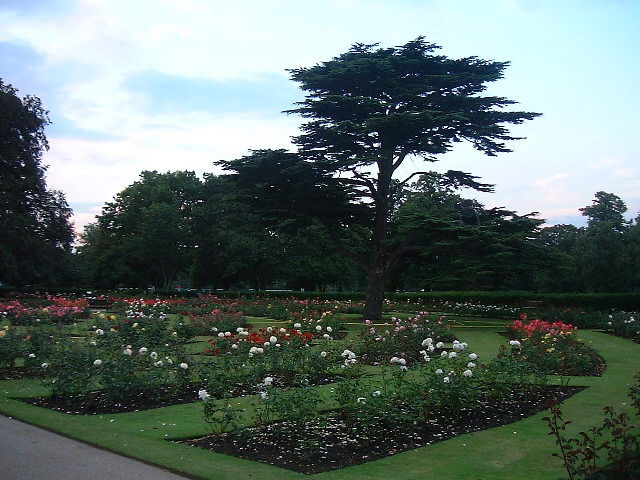
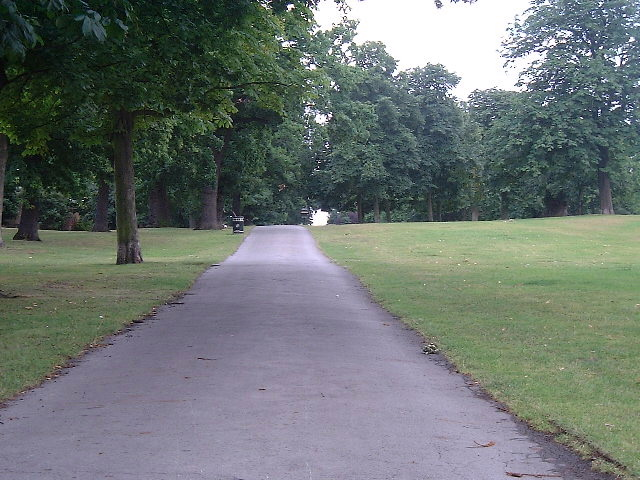
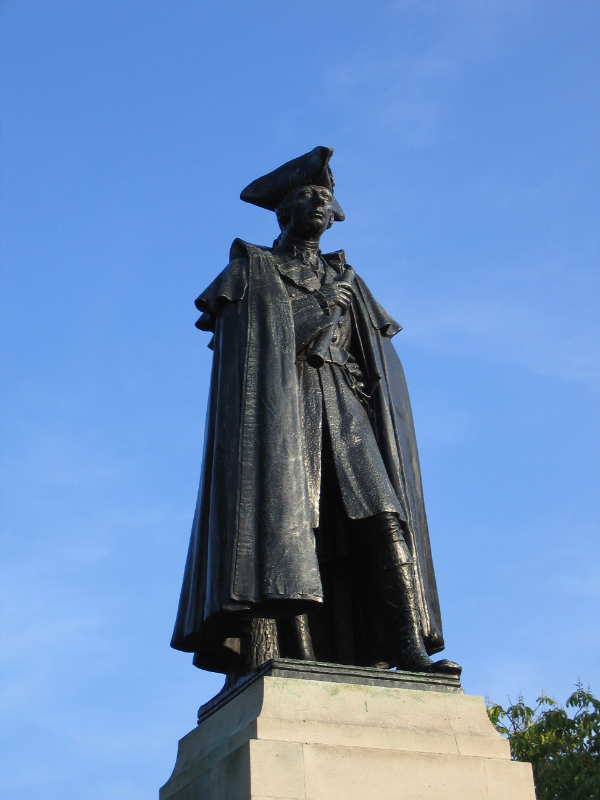
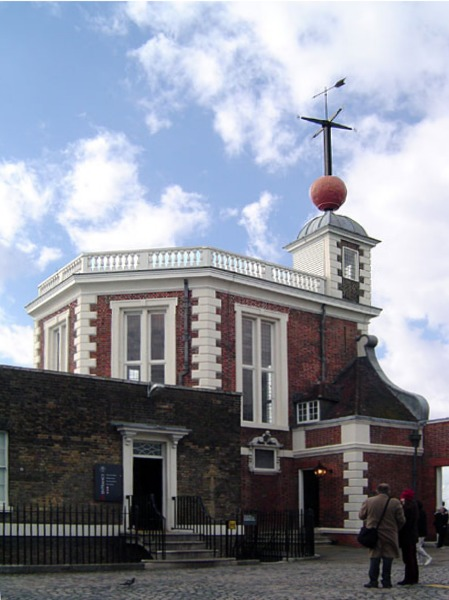
رصدخانه گرینویچ